# Їх власне бажання
«Їх власне бажання» (англ. Their Own Desire) — американська мелодрама режисера Мейсона Гоппера 1929 року.

## Синопсис
Леллі — дочка заможного письменника і запеклого гравця в Поло. Одного разу він, після 23 років шлюбу, вирішує розлучитися зі своєю дружиною Гарієт, і все заради Місіс Чуерс, також розлученої. Всі ці шлюбні перипетії змушують Леллі розчаруватися в чоловіках, поки у відпустці вона випадково не знайомиться з чарівним Джеком, який підкорив її серце. Вони і раді б пов'язати свої відносини узами шлюбу, але ось невдача: Джек — син міс Чуерс…

## У ролях
- Норма Ширер — Леллі
- Белль Беннетт — Гарієт
- Льюїс Стоун — Марлетт
- Роберт Монтгомері — Джек
- Гелен Міллард — Бет
- Сесіл Каннінгем — тітка Керолін
- Генрі Геберт — дядько Нейт
- Мері Доран — Сюзанна
- Джун Неш — Мілдред